# Блакайр (король Дублина)
Блакайр (древненорв. Blákári Guðrøðsson, ирл. Blácaire mac Gofrith; погиб в 948) — король Дублина (941—945, 947—948), сын Гутфрита (ум. 934), короля Дублина (921—934) и Йорка (927).

## Биография
Представитель норвежско-гэльской династии Уи Имар (дом Ивара), правнук короля Дублина Ивара I (Имара I). В 934 году после смерти отца правителем Дублина стал Олаф Гутфритссон (934—941), брат Блакайра. В 939 году Олаф с войском вторгся в Северную Англию и захватывает Йорк, становясь его королём.
«Анналы Клонмакнойса» сообщают, что в 941 году после смерти Олафа Гутфритссона королём Дублина стал его брат Блакайр Гутфритссон, а его двоюродный брат Олав Ситрикссон Кваран занял королевский престол в Йорке (941—944).
В 942 году дублинские викинги захватили и разграбили Клонмакнойс и Килдэр. В следующем 943 году король Блакайр совершил военный поход на Северную Ирландию, где в битве под Армой 26 февраля разгромил короля Айлеха Муйрхертаха мак Нейлла (919—943), который погиб в сражении. На следующий день викинги захватили и разграбили Арму.
В 944 году верховный король Ирландии Конгалах Кногба (944—956), соединившись с королём Лейнстера, захватил, разграбил и сжёг Дублин, столицу королевства викингов. «Хроника скоттов» сообщает, что во время взятия Дублина погибло четыре сотни «иностранцев» (викингов). Блакайр вынужден был покинуть Дублин. В том же году из Йорка были изгнаны Олав Кваран и Рагналл, брат Блакайра. Олав Кваран, вероятно, укрылся в королевстве Стратклайд, а затем вернулся в Дублин. Рагналл Гутфритссон попытался вернуть Йорк, но был убит англосаксами. В 945 году Олав Кваран занял королевский трон в Дублине.
В 947 году Олав Кваран и его союзник верховный король Ирландии Конгалах Кногба потерпели поражение в битве при Слейне от Руайдри Уа Кананнайна (умер в 950), короля Кенел Эогайн. В этом сражении дублинские викинги понесли большие людские потери. Это поражение позволило Блакайру восстановить свой контроль над Дублином.
В 948 году дублинский король Блакайр погиб в битве с верховным королём Ирландии Конгалахом Кногбой. В сражении 600 викингов было убито и взято в плен. После гибели Блакайра королевский трон в Дублине занял его двоюродный брат Готфрид II мак Ситрик (948—951).